# Tena (Ecuador)
Tena is een stad en een parochie (parroquia) in het centrumoostelijke deel van Ecuador in het kanton Tena. Het is de hoofdstad van de provincie Napo en is gelegen in het Amazonegebied. De stad telde in 2005 bijna 20.000 inwoners en is gelegen op 598 meter hoogte aan de Rio Tena. Tena ligt op ongeveer 100km ten zuidoosten van de hoofdstad Quito. Terwijl Quito midden in de Andes op grote hoogte ligt (2850m), ligt Tena in de heuvels die de oostelijke uitlopers van de Andes vormen.
Tena ligt in het meest westelijke uiteinde van het Amazonewoud. De stad ligt in de regio Oriente (vertaald: oosten), wat overeenkomt met het Amazonegebied in Ecuador.
Tena werd in 1560 gesticht, waarschijnlijk als missionarispost, door een groep jezuïeten. Toen in 1921 de provincie Oriente, die het hele Amazonebekken besloeg, werd opgedeeld in meerdere provincies werd Tena de hoofdstad van de provincie Napo-Pastaza. Bij een volgende opdeling in 1959 werd de stad de hoofdstad van de provincie Napo.